# 公立学校選択制
公立学校選択制（こうりつがっこうせんたくせい、School choice）とは、義務教育段階の小中学校等について、児童・生徒が進学する公立小学校・中学校を、保護者が複数校の中から選択できるようにした制度。

## 形式

### 教育バウチャー
従来型の公的教育制度では、学校は政府から生徒の数に比例して資金を受け取っている。教育バウチャー制度では、生徒は政府よりバウチャーを受け取り、学校は生徒から提出されたバウチャーによって政府から資金を受け取ることとなる。このバウチャーは私立学校でも利用可能とする。
バウチャーを配る方法は、全員に配る場合と、ミーンズテストに基づいて配る場合に分かれる。後者は低所得家庭を対象として行われる。

### チャーター・スクール
チャーター・スクールとは、一般的な公立学校に課せられる様々な規制を免除された、独立した公立学校である。たとえば教師組合との契約や、雇用、カリキュラムなどについて、その学校が自律的に柔軟に意思決定を行うこととなる。そのためチャーター・スクールは他の学校よりも、より教育費用と教育成果について、明確に説明責任を負う責任がある。
米国の主な州ではチャーター・スクールを規定する法が存在し、いくつかのチャーター・スクールが認可されている。。オハイオ州デイトンにおいては、児童の22-26%がチャーター・スクールへ就学しており、これは最も全米で高い割合である。他の市の場合、カンザス市で24%、ワシントンDCで20-24%である。アリゾナでは公立学校の4つに1つはチャーター・スクールである。

### 教育貯蓄口座
教育貯蓄口座（Education Savings Accounts, ESAs）とは教育バウチャーと似た制度であり、ある家庭の子供が私立学校に通う場合、政府はもし公立学校に通っていた場合の支出額相当の金銭を、その口座に預け入れる。この口座の残高は、その家庭が私立学校の学費として引き出すことができる。
加えてESAでは、口座の利用にある程度の柔軟性を持たせており、民間の塾やオンライン教育に使用することもでき、また残高を高等教育に使う事も検討されている。 
現在ESAプログラムは、米国アリゾナ州（"Empowerment Savings Accounts")とフロリダ州（"Personal Learning Scholarship Account Program"）で実施されている。

### 教育支出控除
米国のいくつかの州では、教育関連の支出を所得税控除の対象としている。たとえば私立学校、教科書、学習用品、家庭教師、通学費など。現在米国では、アラバマ州、イリノイ州、インディアナ州、アイオワ州、ルイジアナ州、ミネソタ州、ウィスコンシン州でこのプログラムが存在する。

### 寄付金税額控除
米国では、州レベルでの教育税控除プログラム（States with scholarship tax credit programs）が存在する。この制度では、個人や企業が奨学金団体に対して寄付を行った場合、それは税控除対象となる。
このプログラムは、アラバマ州、アリゾナ州、フロリダ州、ジョージア州、イリノイ州、アイオワ州、カンザス州、ルイジアナ州、ミネソタ州、ニューハンプシャー州、オクラホマ州、ペンシルベニア州、ロードアイランド州、バージニア州で実施されている

## 各国の制度

### アメリカ
アメリカではチャーター・スクールという形で、従来の公立学校に加えて、別の選択肢を地域住民が用意することもある。ただし、こうしたチャーター・スクールが必ず優れた教育実践を行っているわけではなく、衆目の一致する教育困難校と化す場合もある。

### 日本
日本においては学校教育法施行令第5条に、市町村教育委員会が就学予定者が就学すべき小学校（中学校）を指定することが定められている。一般的には、個々の就学予定者が就学すべき学校の決定は、教育委員会が通学区域を設定するといった形で、一方的に指定する。これに対し、文部省は1997年に「通学区域制度の弾力的運用について」という通知を出し、就学すべき学校の指定に際して、あらかじめ保護者の意見を聴取し、それを踏まえて就学すべき学校を指定することが認められるようになった。
最初に学校選択制を導入したのは三重県の紀宝町で、1998年度からである。2000年には東京都品川区がこの制度を導入。2002年には「規制改革推進3か年計画」が閣議決定されたが、その中にも学校選択制の推進を促す文言が含まれており、これを受けて、2003年には前述の学校教育法施行令が改正され、市区町村の教育委員会の判断によって学校選択制を導入出来ることが明記されるに至った。
東京の区部などでこの制度を採用する地域は拡大し、内閣府が2006年に行った調査では小学校の14.9％、中学校の15.6％が導入しているとされる。
教育学者の藤田英典によると、このような学校選択制の導入は教育委員会や現場の教職員ではなく、首長や教育長の強い意向であることが多いという。
しかし、こうした学校選択制の広がりを疑問視する見方も市町村レベルで生まれており、2008年9月には江東区教育委員会が、学校選択制による地域コミュニティーの崩壊を防止するという観点から、小学校における学校選択制を2009年度より選択範囲を「徒歩圏に限る」と変更した（中学校は従来どおり）。また、前橋市も2011年度から小中学校の学校選択制を廃止することとなった。長崎市も2012年度から制度が縮小された。

## いじめ問題と公立学校選択制
公立学校選択制が導入されている自治体であれば、公立学校に通う子どもがいじめに遭ったとき他の公立学校への転校がセーフティーネットとして機能するが、それが導入されていない自治体では転校が困難を極める。その場合は転校に教育委員会の許可を要するが、文部科学省は「いじめを理由にした転校は柔軟に認めるべき」との指針を出している。
しかし今村久美によれば、保護者が子どものいじめを訴えても教育委員会が「甘え」でそれを片付け、転校を認めないケースが多いという。このようなケースでは、近隣学区にワンルームを借りて子どもを転校させることもあり、保護者が無意味な出費を強いられているという。

## 議論
2005年の内閣府の調査によると、保護者の64.2％が学校選択制の導入に賛成している一方、反対している保護者は10.1％であった。学校選択制の導入に賛成する理由として最も多く挙げられるのは学校間の競争によって教育内容が向上するのではないかとの期待である。一方、反対する理由としては学校間格差の拡大が主に挙げられる。
藤田英典は学校選択制の導入を巡る議論について、公立学校が自己改革能力の点で万全の信頼を得られていない点については特定の学校やその教職員にとどまらず、教育委員会や文部科学省まで含めて厳しく自己批判をしなければならないが、一方で、こうした不信感の中には「偏見や思い込みに根ざす重大な歪み」があると指摘している。
実際、1980年代以降、日本の公立学校は管理教育や詰め込み教育を社会からの批判に応えて是正したのみならず、「情報公開」「開かれた学校づくり」「民間人校長登用」など様々な改革を実施して来ており、必ずしも日本の公立学校の自己改革能力が低いとは言えないのではないか、むしろ「学校や教育に対する矛盾に満ちた多様な関心や要求の増大」「批判そのものが自己目的化したマスコミや評論家」「改革そのものが自己目的化した政治家」がこれらの不信感を必要以上に煽っている側面もあるのではないかと藤田は指摘している。

## 問題点
曖昧な根拠による学校選択
元来、公立学校は全国どこの学校でも同様の教育を提供するというナショナル・ミニマムの考え方の基に整備されており、また、人事異動によって教職員を常に入れ替えている為、特定の宗派宗教や教育思想を基に開設され教職員の異動も無い私立学校に較べると、教育内容への特色を出しにくい。
その結果、保護者による学校選択は進学実績以外には立地や噂など、確たる根拠の無いものに左右されやすくなる。
学校間格差の固定化
進学実績が良い学校や施設が豪華な学校には希望が集中するが、特に目立つ特色が無い学校への入学者は減る傾向にある。例えば、品川区のある小学校は区内で歴史が古く、私立中学校への進学者も多いこともあいまって、毎年40〜70人程度の児童が旧他学区より流入している。また、同区のある小学校は大企業の社宅が近くにあるため、教育熱心な家庭が多いこともあいまって、毎年差し引き16人程度流入している。一方、毎年差し引き20人程度旧他学区へ流出している小学校もある。中学校では冷暖房完備で温水プールがある中学校に毎年50〜80人程度旧他学区から流入している。
1学年1学級のような小規模校も敬遠されることが多く、小規模校はますます小規模になっていって統廃合の対象となることもある。品川区のある小規模中学校では学校選択制導入以後、入学者が減っており、2006年度には入学者がついに0人になった。
藤田英典によると、日本に先行して学校選択制を取り入れたイギリスにおいては人気校の周辺の地価が高騰して低所得者が転出し、低所得者の子弟が人気校に通うことが難しくなっているとされる（高所得者は子弟が人気校に通学する為の交通費を捻出出来るが、低所得者にはこれが不可能な為）。
これにより「人が集まらないからあそこは悪い学校・ダメ学校」のレッテルが貼られ、またそれに伴い入学者数が減少するという負のスパイラル現象が発生している。
また、通学の利便性が悪い学校も避けられる傾向にある。長崎市では高台にある学校を避けて平地の学校を選ぶ児童が多く見られ、学校の立地により入学者数に開きが出るという問題が発生した。
教職員への負担の増加
品川区では学校選択制を導入した結果、教職員が感じるストレスが目に見えて増大しているとされ、品川区の小中学校への異動は「しな流し」と呼ばれて敬遠されているという。
地域社会との紐帯の崩壊
学校選択制を導入した結果、地域社会と学校とのコミュニティが希薄化したことを問題視する意見もある。実際、2008年にはこうした観点から、江東区と前橋市が相次いで学校選択制の制度縮小や撤廃を決定している。
個性的な教育実践を可能とする制度設計の不備
アメリカやニュージーランド、オーストラリアなどの公立学校では校長は人事権と予算権を与えられており、それらの職権を用いて学校の特色を伸ばすことが可能となっている。
一方、日本の公立学校においては校長は人事権も予算権も持っていない（ごく僅かな例外を除く）。また、校長も3年程度で次々に異動していくことが多く、じっくり腰を据えた取り組みがしづらいとの指摘がある。